# 117595 Jemmadavidson
117595 Jemmadavidson è un asteroide della fascia principale. Scoperto nel 2005, presenta un'orbita caratterizzata da un semiasse maggiore pari a 3,1572193 UA e da un'eccentricità di 0,2155610, inclinata di 16,21906° rispetto all'eclittica.